# Topázkolibri
A topázkolibri (Topaza pella) a madarak osztályának a sarlósfecske-alakúak (Apodiformes) rendjébe, ezen belül a kolibrifélék (Trochilidae) családjába tartozó  faj.

## Rendszerezése
A fajt Carl von Linné svéd természettudós írta le 1758-ban, a Trochilus nembe Trochilus Pella néven.

## Alfajai
- Topaza pella microrhyncha Butler, 1926
- Topaza pella pella (Linnaeus, 1758)
- Topaza pella smaragdulus (Bosc, 1792)[2]

## Előfordulása
Dél-Amerika északi részén, Brazília, Francia Guyana, Guyana, Suriname és Venezuela területén honos. 
Természetes élőhelyei a szubtrópusi vagy trópusi síkvidéki esőerdők. Állandó, nem vonuló faj.

## Megjelenése
A hím testhossza 21–23 centiméter (ebbe benne van a 2,5 centiméteres csőre és a 8,6–12,2 centiméteres faroktolla is), testtömege 12–17 gramm, a tojó 13–14 centiméter és 9–12,5 gramm.

## Életmódja
Főleg nektárral táplálkozik.

## Szaporodása
Fákra, ágakhoz rögzíti csésze alakú fészkét.

## Természetvédelmi helyzete
Az elterjedési területe rendkívül nagy, egyedszáma viszont csökken, de még nem éri el a kritikus szintet. A Természetvédelmi Világszövetség Vörös listáján nem fenyegetett fajként szerepel.